# Атанас Узунов (революционер)
 Тази статия е за революционера.  За българския офицер вижте Атанас Узунов (офицер).  
Атанас Цвятков Узунов е български революционер и лидер на ВРО.

## Биография
Атанас Узунов е роден през 1851 г. в град Одрин в семейството на копривщенския чорбаджия Цвятко Крадлеков (според други Кереков) – Узунов (1804 – 1869) и съпругата му Рада Керекова, сродница на Тъпчилещови. Брат е на Анастасия Желязкова. Семейството му се преселва в Цариград (1856) и учи в гръцко и френско училище (до 1865). Завършва гимназия в Николаев (1865 – 1871), като по това време е посветен в масонството.
Завръща се в България, през 1871 - 1872 г. е във Варна, където се запознава с руския консул Никола Даскалов и свещеник Константин Дъновски. Работи като учител в Сливен (1872). Влиза във връзка с Васил Левски и ръководи революционната дейност в района. След смъртта на Васил Левски БРЦК го определя за негов заместник и ръководител на ВРО. Псевдонимите му са Цвятко Крадлеков, Дългия, Иван Конокрадев, Буюклю кара Мустафа, Георги Аргидиадис. За дейността му по това време пишат Стоян Заимов, Минчо Кънчев, Захари Стоянов и други. След покушението над хасковския чорбаджия хаджи Ставри Примо е арестуван и осъден на 15 години каторга в рудниците Аргана Мадени в Диарбекир (1873). Учител е в тамошното гръцко училище (1874). Бяга заедно с Васил Йонков (Гложенеца) и през Ерусалим, Яфа и Цариград стига до Одеса (1876). Установява се като учител в Орел (Русия).
Участва като преводач в Руската императорска армия през Руско-турската война (1877 – 1878).
След войната е окръжен управител в Лозенград (1878) и служител в Сливен. Учител в Софийската класическа гимназия (1879 – 1881) и в Ловеч (1882 – 1884). Пътува до град Орел и се жени за Елисавета Николаевна Верьовкина, дъщеря на генерал-лейтенант Николай Верьовкин (1880).
Привърженик на Либералната партия. Избиран е за народен представител (1886 – 1887).
След русофилските бунтове през 1887 г. емигрира в Русия и живее в имението на жена си. През 1904 г. отново е назначен на държавна служба – този път е инспектор към Българската екзархия в Цариград (1904 – 1906). Последните дни от своя живот прекарва в София, където умира на 26 юни 1907 г.

## Памет
На Атанас Узунов е наречена улица в София (Карта).

## Съчинения
- Цвятко войвода. Драма в три действия от А. Ц. Узунов, Букурещ, 1876.
- Узунов, А., Добър хайдутин! Драма в пет действия (написана в Аргана Мадени), София, 1880.